# Municipio de Sheridan (condado de Mecosta)
El municipio de Sheridan (en inglés: Sheridan Township) es un municipio ubicado en el condado de Mecosta en el estado estadounidense de Míchigan. En el año 2010 tenía una población de 1393 habitantes y una densidad poblacional de 15,03 personas por km².

## Geografía
El municipio de Sheridan se encuentra ubicado en las coordenadas 43°41′3″N 85°8′35″O / 43.68417, -85.14306. Según la Oficina del Censo de los Estados Unidos, el municipio tiene una superficie total de 92.65 km², de la cual 90,13 km² corresponden a tierra firme y (2,72 %) 2,52 km² es agua.

## Demografía
Según el censo de 2010, había 1393 personas residiendo en el municipio de Sheridan. La densidad de población era de 15,03 hab./km². De los 1393 habitantes, el municipio de Sheridan estaba compuesto por el 91,03 % blancos, el 2,37 % eran afroamericanos, el 1,94 % eran amerindios, el 0,14 % eran asiáticos y el 4,52 % eran de una mezcla de razas. Del total de la población el 1,65 % eran hispanos o latinos de cualquier raza.